# Барабой, Абрам Зиновьевич
Абрам Зиновьевич Барабой (5 февраля 1902, Томашполь Ямпольского повету Подольской губернии — 15 апреля 1983, Киев) — украинский советский историк, специалист в истории Украины XVII—XX века. Доктор исторических наук.

## Биография
Абрам Барабой родился в 1902 году. С 1915 года работал в Одессе на спичечной фабрике. В 1918 году сдал экстерном экзамены за восьмиклассную общую школу.
С 1919 года преподавал историю в школах и техникумах.
В 1936 году окончил исторический факультет Киевского государственного университета и поступил в аспирантуру. Защитил кандидатскую диссертацию по теме «Причины присоединения Украины к России в 1654 году».
С 1938 по 1941 год — доцент кафедры истории СССР в Киевском государственном университете.
С 1941 по 1945 годы в Красной Армии — офицер-политработник, преподаватель танкового училища.
С 1946 по 1947 годы — заведующий кафедры истории СССР Омского педагогического института.
С 1947 года преподавал в вузах Киева историю СССР, историю КПСС и основы марксизма-ленинизма.
С 1953 года — работал в Институте Истории АН УССР сначала младшим научным сотрудником, с 1954 по 1959 годы старшим научным сотрудником отделения археографии, с 1959 по 1962 годы старшим научным сотрудником отделения вспомогательных исторических дисциплин.
С 1963 года на пенсии.
В 1966 году защитил докторскую диссертацию по теме «Правобережная Украина в предреформенный период: Очерки социально-экономического развития, сельского и разночинного революционного движения».

## Научная деятельность
Опубликовал более 30 научных статей в сборниках и журналах. Автор около 50 статей в Украинской Советской Энциклопедии, принимал участие в подготовке двухтомной «Истории Украинской ССР».
Основные работы:
- Історія СРСР: Метод. посібник для студентів-заочників іст. фак-в ун-тів і пед. ін-тів. — К., 1940; 1941.
- Історія СРСР: Методичні вказівки для студентів-заочників пед. шкіл. — К., 1940.
- Революції і реформи в суспільному розвитку. — К., 1970.

Основные статьи:
- К вопросу о причинах присоединения Украины к России в 1654 // Историк-марксист. — 1939. — № 2.
- Розшарування і початок розкладу селянства Правобережної України в першій половині XIX ст. // УІЖ. — 1960. — № 4.
- Селянський антикріпосницький рух у Київській губернії у 1855 р. // Вісник АН УРСР. — 1957. — № 4.
- Харьковско-киевское тайное революционное общество 1856—1860 гг. // Исторические записки. — 1955. — Т. 52.
- Правобережная Украина в 1848 г. // Исторические записки. — 1950. — Т. 34.